# Albert Wyss (Fussballspieler)
Albert Wyss (* 19. September 1952; † 8. Dezember 2021 in Glarus), allgemein nur "Bläcksch" genannt, war ein Schweizer Fussballspieler.

## Leben
"Bläcksch" Wyss spielte mit dem FC Glarus gemeinsam u. a. mit René Botteron in der dritten Schweizer Liga. Später bestritt Wyss für den FC Zürich am 1. Juli 1972 und 8. Juli 1972 zwei Auswärtsspiele im UI-Cup. Beim ersten Spiel gegen First Vienna FC kam er in der 77' Minute für Max Heer ins Spiel. Das Spiel am 8. Juli 1972 gegen Slovan Bratislava endete 3:0 für den FC Zürich, wobei Wyss in der 25' Minute bereits gegen Umberto Foschini ausgewechselt wurde.
Zusätzlich bestritt er ein NLA-Spiel für den FC Zürich. Am 12. Mai 1973 spielte er 45 Minuten lang beim Spiel FC Zürich gegen den FC Winterthur, welche 0:0 endete. In der Saison 1972/1973 konnte der FC Zürich den Schweizer Pokal gewinnen.
1994 eröffnete er in der Stampfgasse 36 in Glarus das Restaurant Linde. Nach einem Brand Anfang Dezember 1996, welcher das Restaurant zerstörte, führte er bis Ende 2017 den Sternen.